# Championnat de France de football (1927-1929)
Pour les articles homonymes, voir Championnat de France de football (homonymie).
Le championnat de France de football de 1927 à 1929 est le premier championnat de France organisé par la Fédération française de football association, précédant l'organisation du championnat de France professionnel en 1932 et du championnat de France amateurs en 1935.
Celui-ci étant disputé sous statut amateur, il est souvent appelé championnat de France amateur dans les livres traitant du football français. Il s'agit toutefois d'un abus de langage, la compétition étant simplement appelée championnat de France et nommée telle quelle par la Fédération et la presse de l'époque.
La compétition se déroule en fin de saison et regroupe les clubs champions des Ligues régionales. Elle est divisée en trois groupes selon le classement des Ligues : Division d'Excellence, Division d'Honneur, Division de Promotion (seulement en 1927).
Ce championnat ne dure que trois saisons, de 1927 à 1929. Il est dominé par les clubs de la Ligue parisienne et celle du Sud-Est.

## Histoire

### Mise en place du Championnat de France
Avril 1925, la Fédération française de football association a tout juste six ans. Forte de plus de 3 000 sociétés affiliées, et de plus de 88 000 licenciés, c'est la plus grosse fédération du Comité national des sports. Elle est chargée de l'organisation de plusieurs compétitions nationales, par l'intermédiaire de commissions centrales : le championnat de France corporatif, les championnats de France scolaire et universitaire, le championnat de France militaire, sans oublier la Coupe de France ; avec sa Commission de sélection, elle forme l'équipe de France qui rencontre des sélections internationales. La saison de la sélection nationale n'a pas été brillante, et les raisons de cet insuccès sont nombreuses ; il ressort que le manque d'homogénéité de l'équipe nationale en est la principale raison. Les matchs de sélection sont peu nombreux, et les matchs d'entraînement n'existent pratiquement pas. Une compétition nationale serait peut-être un bon remède.

#### Commission d'étude du championnat de France
Comme le règlement intérieur de la Fédération les y autorise, les Ligues régionales de football peuvent soumettre des interpellations lors des quatre Conseils nationaux annuels. Pour le Conseil du 18 avril 1925, à Paris, les ligues de Paris et du Sud-Est soumettent chacune une proposition assez semblable : la nomination d'une commission chargée d'étudier la création d'un championnat national. Mais l'objectif de ces deux ligues n'est pas le même; la Ligue Parisienne de football association désire un Championnat de France qui remplacerait la Coupe de France. Lors du Conseil du 18 avril, après d'âpres discussions, trois points de vue sont mis au vote : exclusivité de la Coupe de France, exclusivité du championnat national, ou priorité pour la Coupe de France en envisageant l'étude d'un championnat de France. C’est cette troisième solution qui est adoptée, par 77 voix contre 31 (dont Paris) et 15 abstentions (dont le Sud-Est et le président de la 3FA).
En mai 1925, le Bureau fédéral met en place la Commission d'étude du Championnat de France, composée de représentants des Ligues et de membres du Bureau. Maurice de Vienne, vice-président de la 3FA et président de la Ligue lorraine, est élu président de la Commission, M. Marques, de la Ligue du Sud-Est, secrétaire. Après plusieurs réunions,, il est admis l'impossibilité de faire tenir dans une saison (33 semaines), les neuf dimanches de la Coupe de France, les sept dimanches du Championnat de France, les dix dimanches des championnats régionaux et les trois et quatre dimanches réservés aux Ligues et à la Fédération, sans garder une marge de manœuvre suffisante (matchs remis ou à rejouer, barrage, intempérie, ...).

#### Commission d'étude de l'épreuve nationale
Le rapport de la Commission d'étude du Championnat de France est présenté au Conseil national de septembre 1925, à Vichy. Après de nouveaux débats entre pro-Coupe et pro-Championnat, la proposition de la mise en place d'une nouvelle commission, avec des objectifs moins restreints, est mise aux voix ; la création de la Commission d'étude de l'épreuve nationale est adoptée par le Conseil,.

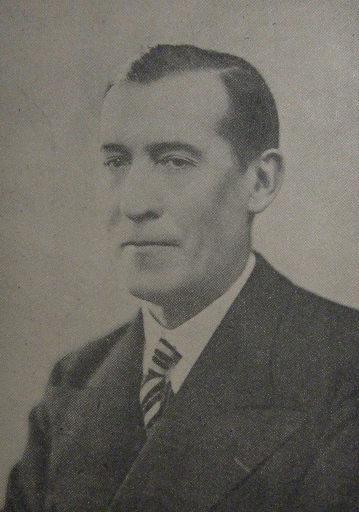
Le président Pochonet, rapporteur de la commission qui met en place le championnat de France

En octobre 1925, le Bureau fédéral met en place la nouvelle commission, composée uniquement des Présidents des Ligues régionales et, à titre consultatif, de membres du bureau,,,. MM. de Vienne (Lorraine), Pochonet (Nord-Est) et Jandin (Tunisie) sont élus respectivement Président, Vice-président et Secrétaire de la Commission. Plusieurs projets sont alors établis et adressés à la Fédération pour le 8 novembre. Dix projets de compétition nationale sont déposés, : le projet de MM. Courcier (Oranie), Pochonet (Nord-Est), Delanghe et Delaunay conserve uniquement la Coupe de France. Les projets de MM. Duquesne (Centre), Bayrou, Poinsignon, Rigal et Abelly (Sud-Est) maintiennent la Coupe, avec un championnat en parallèle. Le projet de M. Lebas (Normandie) propose un championnat et une coupe dont sont exclus les meilleurs du championnat. Et pour terminer, les projets de MM. Thévenin (Auvergne), Viel et Fusier (Paris) suppriment complètement la Coupe. La Commission d'étude de l'épreuve nationale se réunit le 5 décembre pour désigner le projet retenu, qui sera présenté au prochain Conseil national. Dix-sept Ligues sont représentées ; un premier vote sur le maintien de la Coupe de France est adopté par quinze voix pour contre une (Paris) et une abstention (Normandie). Un deuxième vote sur la poursuite de l'étude d'un championnat, compatible avec la coupe et le calendrier des ligues, est adopté également, mais par huit voix contre sept et deux abstentions. Il reste alors trois projets compatibles avec ces désidératas, et les trois auteurs, MM. Duquesne, Rigal et Abelly, auquel ce joint M. Vétrano (Lyonnais) supporter du projet Duquesne, sont invités à proposer l'ébauche d'un projet unique. Il en ressort une compétition en trois catégories de cinq clubs, disputant une poule en matchs aller et qui nécessite cinq dimanches uniquement. Après discussion, une motion considérant que ce dernier projet est incompatible avec les calendriers de la coupe, des ligues et de la fédération, est mise au voix et est acceptée, par neuf voix contre sept et une abstention,. C'est encore un statu quo qui sera exposé au prochain Conseil par le rapporteur, désigné par la Commission, M. Pochonet.

#### Commission du règlement du championnat de France
Le rapport de la Commission d'étude de l'épreuve nationale est présenté au Conseil national de janvier 1926, à Paris. Un nouveau débat s'ouvre encore entre pro-Coupe et partisans d'un championnat en parallèle avec la coupe. Finalement, un ordre du jour, confirmant le maintien de la Coupe de France, la mise en place d'un championnat de France sur les bases du projet Abelly-Duquesne-Rigal-Vétrano, et l'institution d'une commission chargée du règlement et de l'application de la nouvelle compétition, est mis aux voix. Il est adopté à mains levées par le Conseil,. Une sixième épreuve nationale vient de voir le jour. Les représentants Nord-Africains profitent de l'occasion pour proposer une rencontre entre le champion de métropole et celui d'Afrique du nord; ce vœu sera étudié par la nouvelle commission,,.
En février 1926, le Bureau fédéral met en place cette nouvelle commission, qui comprend MM. Abelly, Duquesne, Rigal et Vétrano. Au Conseil national de  mai 1926, à Paris, une première ébauche du règlement et du calendrier est présentée,. Les vingt articles du règlement du championnat sont adoptés, certains après quelques modifications. Des additifs à certains articles du règlement sont présentés au Conseil de décembre 1926 à Paris,; ils sont tous adoptés. Le calendrier devra se dérouler sur les dimanches libres des mois d'avril et de mai 1927. Dans cette nouvelle compétition, les Ligues régionales de football s'affrontent dans un championnat, où elles sont représentées par leurs champions respectifs.

### Les championnats

#### Le Championnat de France 1927

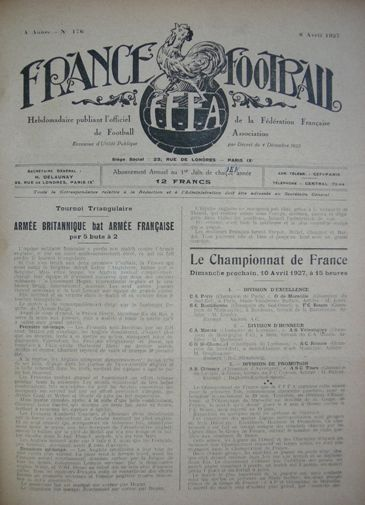
Le journal officiel de la 3FA annonce les premiers matchs du Championnat de France en 1927

Après le Conseil national de la fin de saison 1925-26, le Bureau fédéral met en place la Commission du championnat de France. Elle est composée de MM. Lebas (Président), Abelly (Vice-président), Duquesne (Secrétaire), Roffé (Trésorier), Vétrano et Jean Rigal, remplacé rapidement par Pierre Rigal.
Comme le stipule le premier article du règlement, pour cette première année, les Ligues sont classées d'après le nombre de clubs qualifiés pour les seizièmes de finale de la Coupe de France. Pour la saison suivante, des barrages sont effectués entre le dernier d'excellence et d'honneur, face respectivement au premier d'honneur et de promotion. Pour ce championnat 1927, l’ordre est ainsi établi : Paris, Nord, Sud-Est, Normandie, Ouest, Sud‑Ouest, Bourgogne‑Franche‑Comté, Alsace, Lyonnais, Lorraine, Nord‑Est, Charentes, Centre, Midi et Auvergne. Les Ligues doivent régulariser l'engagement de leur club champion pour le 29 mars. Deux Ligues, Ouest et Charentes, dont le championnat n'est pas terminé, ne sont pas engagées. 
Quatre dates, sur les cinq prévues, ont été officialisées lors du Conseil de juillet 1926 : 10 avril, 1er, 15 et 29 mai 1927. La cinquième (8 mai) au Conseil de décembre. Le tirage au sort des rencontres est effectué en mars 1927.
Ce premier championnat de France voit la victoire du Cercle athlétique de Paris en Division d'excellence, de l’Association sportive de Valentigney en Division d'honneur et de l'Association sportive du Centre en Division de promotion,. Ces trois clubs se verront récompensés par des breloques (or, triplé or et vermeil).
Du côté de l'équipe de France, la saison internationale n'est pas brillante; à l'issue de la déroute à Budapest du 12 juin, le bureau décide de prendre de nouvelles mesures : Favoriser l'éducation physique et technique des juniors, et tendre à l'organisation d'une épreuve nationale réunissant l'élite des clubs de football. Une commission du Bureau, composée de MM. Chevallier, Caudrou, Pochonet, Jevain et Delaunay, élabore un projet qui est présenté au Conseil national de fin de saison, le 2 juillet à Paris. Ce championnat comprend l'élite du football français en deux groupes de huit, pour une compétition sur toute la saison. Les équipes engagées sont exemptées des championnats régionaux. Ce projet entre en concurrence avec celui défini par la Commission du Championnat de France, qui propose des ajustements pour la prochaine saison, à ce même Conseil.  Après d'amples débats et discussions lors de ce Conseil, les modifications du championnat proposées par la Commission du championnat de France sont adoptées pour la saison 1927-28. Une motion portant sur le principe de la création d'un championnat ouvert à l'élite des équipes françaises, dont le règlement et le calendrier sera élaboré par le Bureau, et soumis à un prochain Conseil, en vue de son introduction pour la saison 1928-29, est adoptée par 100 voix contre 10 (Lyonnais) et 16 abstentions (Alsace, Midi, Ouest, MM. Rimet et Desjardins).

#### Le Championnat de France 1928
Après le Conseil de fin de saison 1927, le Bureau fédéral nomme les membres de la Commission Centrale du championnat de France pour la saison à venir; elle est composée de MM. Lebas (Président), Abelly (Vice-président), Duquesne (Secrétaire), Roffé (Trésorier), Bouillet, Colin, Rigal [Pierre] et Masson (qui démissionne rapidement).
Adoptée par le Conseil du 2 juillet 1927, la nouvelle formule du championnat de France est composée de deux groupes. La division d'excellence, comprenant les cinq ligues d'excellence de 1927 plus la ligue championne d'honneur, est divisée en deux poules de 3 clubs. La division d'honneur, comprenant les neuf autres ligues, est divisée en trois poules de trois. Le championnat se déroule sur trois journées, avec pour chaque engagé un match à domicile et un à l'extérieur, suivies par une finale entre les premiers de groupe et un barrage de relégation entre excellence et honneur.
Sont classés en division d'excellence les champions des Ligues de Paris, du Nord, de Normandie, du Sud-Est, du Sud‑Ouest et de Bourgogne‑Franche‑Comté. Le tirage au sort des rencontres est effectué en novembre 1927. Les dates sont fixées aux 4, 18 et 25 mars pour le championnat, et au 22 avril pour la place de dernier et la finale des premiers au stade de Colombes,,,. 
Le calendrier sera complètement bouleversé, les champions des ligues du Nord et du Sud-Est étant connus tardivement,.
L'engagement des Ligues en division d'honneur est fixé au 20 mars, et seule la Ligue de l'Ouest ne s'engage pas. Les clubs sont alors repartis en deux poules de quatre et le calendrier est fixé le 12 mars; chaque équipe joue une fois à domicile, une fois à l'extérieur, et une fois sur terrain neutre.
Les dates sont fixées aux 25 mars, 1er et 15 avril pour le championnat, au 22 et 29 avril, et 6 mai pour la poule finale des premiers et au 8 mai pour le barrage,,,. Le calendrier subira aussi d'innombrables changements.
À l'issue de cette saison, Le Stade français est champion d'excellence, et le Football Club de Mulhouse champion d'honneur. À la suite du barrage, la Ligue d'Alsace remplace la Ligue de Normandie, en division d'excellence,.

#### Le championnat de France 1928-29 mort-né
Le Bureau fédéral, en accord avec ces décisions prises après la défaite de Budapest, crée deux nouvelles commissions. L’une, pour favoriser l'éducation des juniors, est intitulée Commission d'éducation physique et technique. L'autre, pour mettre en place la nouvelle compétition pour 1928-29, est nommée Commission de perfectionnement technique (études des compétitions),. Elle est composée de MM. Abelly, Caudron, Chevallier, Courcier, Lebas, Pochonet et Delaunay.
En novembre 1927, le projet est finalisé. La compétition comprend douze clubs, répartis en deux groupes de six. Le championnat se joue en matchs aller et retour; le classement est établi par addition de points : victoire deux points, nul un point et défaite zéro point. Un forfait entraîne l'exclusion de l'épreuve. Le vainqueur de la finale entre le premier de chaque groupe devient Champion de France. Les deux derniers du championnat sont remplacés par les deux vainqueurs d'une compétition à élimination directe, mettant en prise les quinze champions de Ligues. Les équipes engagées dans le Championnat de France sont exemptées des championnats régionaux, et des éliminatoires de la Coupe de France. Pour la première année, les douze clubs sont choisis en fonction de leur classement dans le championnat de leur Ligue. Le nombre de clubs à désigner par ligue est déterminé par le quotient, arrondi à l'unité, résultant de la somme du nombre de clubs par ligue qualifiés pour les seizièmes de finale de la Coupe de France, sur les trois dernière saisons, divisée par douze.
Ce projet est transmis à toutes les Ligues régionales, pour des observations en retour; et seule la Ligue parisienne propose un contre-projet, qui supprime la Coupe de France. Ils seront proposés tous deux au Conseil national de janvier 1928, à Paris. Lors de ce Conseil, les débats sont plutôt brefs; le projet présenté par le Bureau, qui amène, selon ces opposants, à «décapiter» les championnats régionaux, est repoussé. Celui présenté par la Ligue parisienne, qui «décapite», lui, la Coupe de France, subit le même sort. La Commission du championnat de France dépose alors une motion proposant l'organisation du championnat 28-29 selon les directives générales de celui de 27-28, sans fermer la porte à d'éventuelles améliorations. La proposition mise aux voix est adoptée à l'unanimité.

#### Le Championnat de France 1929

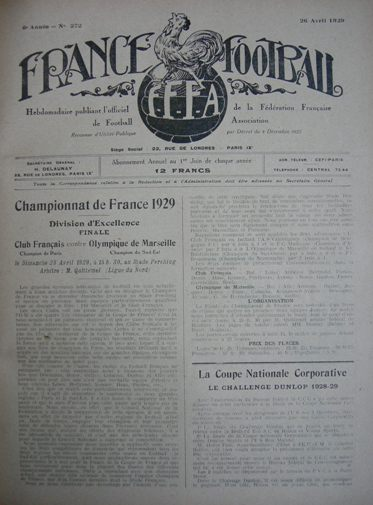
Le journal officiel de la 3FA annonce la finale de 1929

Après le Conseil de fin de saison 1928, le Bureau fédéral nomme les membres de la Commission centrale du championnat de France; elle est composée de MM. Lebas (Président), Abelly (Vice-président), Duquesne (Secrétaire), Roffé (Trésorier), Bouillet, Collin, Laplace et Rigal [Pierre].
Comme pour la saison précédente, la compétition est formée de deux groupes. La division d'excellence, avec les six ligues qualifiées, est divisée en deux poules de trois; les dates sont fixées au 10 mars, 24 mars et 7 avril pour le championnat plus le 21 avril pour d'éventuel barrage, et au 28 avril pour la finale des premiers et derniers,; la grande finale se jouant au Stade Pershing. La division d'honneur, avec les autres ligues, est divisée en trois poules; les dates sont fixées aux 10, 17 et 24 mars pour le championnat, au 7, 14 et 21 avril pour la poule finale plus le 28 avril pour d'éventuel barrage,. Le 12 mai est réservé pour le barrage excellence-honneur. Une modification du règlement est adoptée pour le barrage de relégation, lors du conseil de mars 1928 : un double match est joué entre les deux premiers du championnat de la ligue classée dernière d'excellence, et les deux premiers du championnat de la Ligue classé première d'honneur, avec un trois matchs d'appui le cas échéant,.
Les ligues doivent régulariser leur engagement pour le 12 février 1929, et faire connaître leur représentant pour le 26 février. Deux ligues ne rentrent pas dans la compétition, Ouest et Nord. Cette dernière est remplacée dans la division d'excellence par la ligue reléguée de la saison dernière; la Normandie.
Le calendrier subit cette saison encore des retards, et la Commission décide qu'en cas d'égalité de points, le goal-average sera appliqué pour désigner le premier ou le dernier de chaque poule.
Pour cette saison, l'Olympique de Marseille est sacré en division d'excellence, l'Union sportive de Cazères en division d'honneur,. Les matchs de barrage sont annulés à la suite de la décision du Conseil national, du 6 avril 1929, de ne pas poursuivre l'aventure.

### La suite

#### Le championnat de France inter-ligues 1929-30 mort-né
En vue du Conseil national de janvier 1929, la Ligue du Sud-Ouest propose un projet de compétition, où les Ligues ne seraient plus représentées par un club, mais par une équipe sélectionnée de la Ligue. Les équipes des Ligues sont classées dans quatre poules de trois ou quatre, en match aller uniquement. Les deux premiers de chaque poule sont qualifiés pour le deuxième tour en deux poules de quatre, en matchs aller toujours. Les deux vainqueurs se rencontrent en finale.
Pour ce même Conseil, la Ligue du Nord présente un ordre du jour qui supprime le Championnat de France. Lors de ce Conseil, le président de la Commission centrale du championnat de France demande que cette proposition soit renvoyée au conseil d'avril, qui traite généralement des compétitions nationales. Le Conseil décide de reporter la question par 57 voix contre 46 et 11 abstentions. Le projet de la Ligue du Sud-Ouest est reporté également. Trois propositions sur la question du Championnat de France sont à l'ordre du jour du Conseil national du 6 avril, à Paris; elles sont, dans l'ordre de passage, la suppression de championnat par le Nord, un projet de règlement par la Commission, et le projet inter-ligues du Sud-Ouest. Après quelques échanges de vues, la question du maintien du championnat actuel est mise aux voix, et est repoussée par le Conseil. Le projet de la compétition des Ligues est rejeté peu après, par les représentants du football français. C'en est fini du Championnat de France.

#### La Coupe de printemps 1931

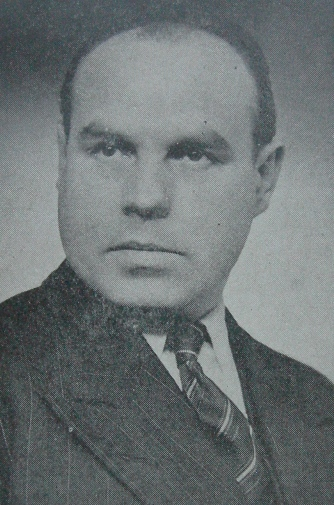
Robert Cottereau, président de la Ligue du Centre-Ouest, instigateur de la Coupe de printemps

Un an après le vote sur la suppression du Championnat de France, une compétition de fin de saison revient sur le devant de la scène, d'une étrange manière, au conseil de mai 1930. La Ligue du Centre-Ouest propose la création d'une coupe de repêchage dont le règlement serait intercalé dans celui de la Coupe de France. Lors de ce Conseil national du 3 mai, à Monaco, la proposition de la Ligue du Centre-Ouest fait débat; certain y voit une compétition pour les «petites» Ligues, d'autres une épreuve de fin de saison pour les clubs éliminé de la Coupe de France. Finalement, la mise en place d'une commission devant procéder à l'étude de la question, est adoptée par le Conseil,. La Commission de Propagande et d'étude d'une compétition de fin de saison est mise en place; elle est composée de MM. Pochonet (Président), Clayeux, Cottereau, Fusier, Lebas, Roujean, Verhaeghe et Delaunay. Une journée de propagande du football est fixée au 15 mars 1931, avec des rencontres inter-ligues,, : Midi‑Sud-Ouest à Saint-Gaudens (3-3), Nord-Est‑Nord à Saint-Dizier (2-4), Bourgogne-Franche-Comté‑Paris à Montbéliard (terrain impraticable), Centre-Ouest‑Paris aux Sables-d’Olonne (2-4), Auvergne‑Sud-Est à Clermont-Ferrand (3-14), Centre‑Normandie à Orléans (3-2), Lyonnais‑Alsace à Lyon (terrain impraticable), et Ouest-Paris à Morlaix (1-1),. La Commission propose également une compétition fédérale de fin de saison; le système de cette compétition évoluera beaucoup jusqu'au début de l'épreuve en mars 1931,,,,.
Après le Conseil de fin de saison, Le Bureau fédéral nomme les membres de la Commission de propagande et d'étude d'une compétition de fin de saison : elle est composée de MM. Pochonet (Président), Clayeux, Cottereau, Duquesne, Fusier, Lebas, Poinsignon, Roujean et Verhaeghe.
En février 1931, le projet de compétition retenu comprend 32 clubs, répartis en huit poules de quatre, en matchs aller uniquement, sur trois dates : 12, 19 et 26 avril. Les huit vainqueurs sont placés en deux poules de quatre, toujours en matchs aller, sur trois dates : 10, 17 et 24 mai. Le classement se fait par addition de point, soit trois points pour une victoire, deux points pour un nul et un point pour une défaite ; en cas d'égalité, il y a application du goal-average. La finale oppose les deux vainqueurs le 30 mai, au Stade de Paris. Lors de sa séance du 30 mars, le Bureau fédéral décide de nommer cette compétition Coupe de printemps.
L'Union sportive et amicale de Clichy gagne la compétition en battant en finale le Stade d'Enghien-Ermont par quatre buts à un,,.
Au Conseil national de fin de saison, le 18 juillet, à Paris, la Ligue d'Auvergne demande et obtient le maintien d'une commission de propagande. 
Le Bureau fédéral lors de sa séance du 27 juillet 1931, met en place la Commission de propagande; elle est composée de MM. Clayeux, Cottereau, Duquesne, Fusier, Lebas, Poinsignon, Roujean et Verhaeghe. Elle a pour mission de poursuivre les matchs inter-ligues de propagande du football, et d'étudier une nouvelle compétition, dans une autre voie que la Coupe de printemps. En 1934, au Conseil national de Strasbourg, le règlement d'une épreuve de fin de saison est adopté,. Le Championnat de France, devenu amateur, est né.

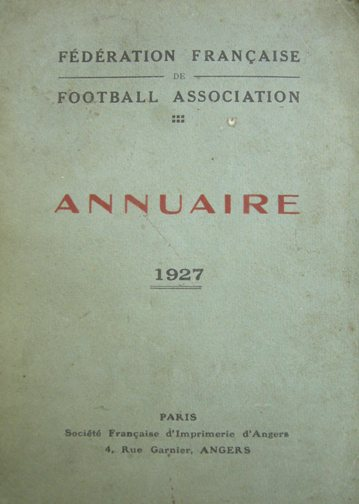

## Palmarès
| Saison    | Équipes engagées | Champion de Division d'excellence | Champion de Division d'excellence | Champion de Division d'honneur | Champion de Division d'honneur      | Champion de Division de promotion | Champion de Division de promotion |
| --------- | ---------------- | --------------------------------- | --------------------------------- | ------------------------------ | ----------------------------------- | --------------------------------- | --------------------------------- |
| 1926-1927 | 13 / 15          | Ligue parisienne                  | Cercle athlétique de Paris        | Ligue de B.F.C.                | Association sportive de Valentigney | Ligue du Centre                   | Association sportive du Centre    |
| 1927-1928 | 14 / 15          | Ligue parisienne                  | Stade français                    | Ligue d'Alsace                 | Football Club de Mulhouse           | -                                 | -                                 |
| 1928-1929 | 13 / 15          | Ligue du Sud-Est                  | Olympique de Marseille            | Ligue du Midi                  | Union sportive de Cazères           | -                                 | -                                 |